# Tateomys
Tateomys es un género de roedores miomorfos de la familia Muridae. Son endémicos de Célebes.

## Especies
Se han descrito las siguientes especies:
- Tateomys macrocercus Musser, 1982
- Tateomys rhinogradoides Musser, 1969